# Joseph Maximilian von Maillinger
Joseph Maximilian von Maillinger (4. října 1820 Pasov – 6. října 1901 Bad Aibling) byl německý generál a ministr války od 4. dubna 1875 do 1. května 1885.
Od roku 1839 působil jako junker u 8. infanterie, kde byl o rok později povýše na podporučíka. V roce 1846 se stal adjutantem tamějšího batalionu a později roku 1848 povýšil na nadporučíka. V roce 1850 se ujal pozice adjutanta regimentu Leonharda Freiherra von Hohenhausen. Roku 1853 byl povýšen na kapitána druhé třídy, v roce 1859 se stal kapitánem mnichovského generálního komanda a od roku 1863 působil jako referent na bavorském ministerstvu války a jako první adjutant tehdejšího ministra Eduarda von Lutze. Roku 1866 se dokonce stal jeho zástupcem.

17. srpna 1866 se stal plukovníkem 9. infanterie.

V roce 1869 byl povolán jako generálmajor do Rýnské Falce. V prusko-francouzské válce (1870/1871) vedl 8. infanterijní brigádu. Vyznamenal se především v bitvách u Weißenburgu, Wörthu, Sedanu a při obléhání Paříže. V roce 1870 byl vyznamenán Vojenským řádem Maxe Josefa, což ho opravňovalo používat před jménem šlechtický přídomek RJaytíř z.

Jako generálporučík a velitel zůstal s 2. vojenskou divizí od listopadu 1870 do 30. dubna 1873 v okupační armádě ve Francii. 19. ledna 1873 byl vyznamenám řádem Pour le Mérite a následně byl jmenován řídícím generálem II. královské bavorské armády ve Würzburgu. 4. dubna 1875 byl dosazen do úřadu bavorského ministra války. Na podnět generála Friedricha von Bothmera předložil králi Ludvíkovi II. Bavorskému návrh na založení Bavorského armádního muzea. Po odvolání z ministerské funkce 30. dubna 1885 zastával post říšského rady.

V Mnichově v městských částích Maxvorstadt a Neuhausen je po něj pojmenována ulice (Maillingerstraße).